# Мерихил Естејтс (Кентаки)
Мерихил Естејтс (енгл. Maryhill Estates) град је у америчкој савезној држави Кентаки.

## Демографија
По попису из 2010. године број становника је 179, што је 4 (2,3%) становника више него 2000. године.
| Група             | 2000.       | 2010.       |
| Белци             | 171 (97,7%) | 170 (95,0%) |
| Афроамериканци    | 0 (0,0%)    | 0 (0,0%)    |
| Азијати           | 2 (1,1%)    | 0 (0,0%)    |
| Хиспаноамериканци | 0 (0,0%)    | 2 (1,1%)    |
| Укупно            | 175         | 179         |